# جائزة دينين الكبرى 2023
جائزة دينين الكبرى 2023 (بالفرنسية: Grand Prix de Denain 2023)‏ هو سباق دراجات هوائية من فئة  سباق يوم واحد، وهو الموسم الرابع والستين من جائزة دينين الكبرى، وأقيم في 16 مارس 2023 ضمن سباقات سلسلة سباقات الاتحاد الدولي للدراجات للمحترفين 2023.
فاز بالمركز الأول خوان سباستيان مولانو، وفاز بالمركز الثاني Tim van Dijke ‏، وفاز بالمركز الثالث Timo Kielich ‏.

## الفرق
| فرق عالمية (9)- AG2R Citroën Team - Alpecin-Deceuninck - Cofidis - Groupama-FDJ - Intermarché-Circus-Wanty - Jumbo-Visma - Arkéa-Samsic - Trek-Segafredo - UAE Team Emirates فرق برو (7)- بنجوال باوليز ساوكس دبليو بي ‏ - Human Powered Health - Lotto Dstny - Q36.5 Pro Cycling Team ‏ - Team Solution Tech–Vini Fantini ‏ - سبورت فلاندرين بالويس ‏ - TotalEnergies فرق قارية (3)- CIC U Nantes Atlantique ‏ - إتش بي بي تي بي – أوبير 93 ‏ - Van Rysel–Roubaix ‏ |  |
| |  |

## المشاركون
| Cofidis COF | Cofidis COF               | Cofidis COF    |
| ----------- | ------------------------- | -------------- |
| م           | عداء                      | مرتبة          |
| 1           | ماكس والشيد               | 40             |
| 2           | بيت اليجارت               | لم يكمل السباق |
| 3           | André Carvalho (cyclist) ‏ | 81             |
| 4           | Eddy Finé ‏                | لم يكمل السباق |
| 5           | Wesley Kreder ‏            | 15             |
| 6           | Christophe Noppe ‏         | لم يكمل السباق |
| 7           | Jelle Wallays ‏            | 44             |

| AG2R Citroën Team ACT | AG2R Citroën Team ACT | AG2R Citroën Team ACT |
| --------------------- | --------------------- | --------------------- |
| م                     | عداء                  | مرتبة                 |
| 11                    | Stan Dewulf ‏          | 53                    |
| 12                    | Pierre Gautherat ‏     | 26                    |
| 13                    | Paul Lapeira ‏         | 10                    |
| 14                    | Valentin Retailleau ‏  | لم يكمل السباق        |
| 15                    | دامين توزي            | 78                    |
| 16                    | Bastien Tronchon ‏     | 54                    |
| 17                    | كليمان فنتوريني       | لم يكمل السباق        |

| Alpecin-Deceuninck ADC | Alpecin-Deceuninck ADC | Alpecin-Deceuninck ADC |
| ---------------------- | ---------------------- | ---------------------- |
| م                      | عداء                   | مرتبة                  |
| 21                     | Axel Laurance ‏         | 66                     |
| 22                     | رامون سينكلدام         | 58                     |
| 23                     | يجف دي بوندت           | 45                     |
| 24                     | توبياس باير            | لم يكمل السباق         |
| 25                     | Maurice Ballerstedt ‏   | 68                     |
| 26                     | Timo Kielich ‏          | 3                      |
| 27                     | Lionel Taminiaux ‏      | 47                     |

| Groupama-FDJ GFC | Groupama-FDJ GFC         | Groupama-FDJ GFC |
| ---------------- | ------------------------ | ---------------- |
| م                | عداء                     | مرتبة            |
| 31               | Lewis Askey ‏             | 14               |
| 32               | Clément Davy ‏            | لم يكمل السباق   |
| 33               | Enzo Paleni ‏             | لم يكمل السباق   |
| 34               | Paul Penhoët ‏            | 80               |
| 35               | Laurence Pithie ‏         | 65               |
| 36               | Samuel Watson (cyclist) ‏ | 6                |
| 37               | Bram Welten ‏             | لم يكمل السباق   |

| Intermarché-Circus-Wanty ICW | Intermarché-Circus-Wanty ICW | Intermarché-Circus-Wanty ICW |
| ---------------------------- | ---------------------------- | ---------------------------- |
| م                            | عداء                         | مرتبة                        |
| 41                           | آرنه ماريت ‏                  | 62                           |
| 42                           | هوغو بيج ‏                    | 34                           |
| 43                           | Tom Paquot ‏                  | 27                           |
| 44                           | Axel Huens ‏                  | 56                           |
| 45                           | Laurenz Rex ‏                 | 46                           |
| 46                           | Taco van der Hoorn ‏          | 8                            |
| 47                           | Roel van Sintmaartensdijk ‏   | 33                           |

| Jumbo-Visma TJV | Jumbo-Visma TJV   | Jumbo-Visma TJV |
| --------------- | ----------------- | --------------- |
| م               | عداء              | مرتبة           |
| 52              | Tim van Dijke ‏    | 2               |
| 53              | Loe van Belle ‏    | 20              |
| 54              | Olav Kooij ‏       | 59              |
| 55              | تيمو روزن         | 43              |
| 56              | توش فان دير ساندي | 32              |
| 57              | Lars Boven ‏       | 67              |

| Arkéa-Samsic ARK | Arkéa-Samsic ARK | Arkéa-Samsic ARK |
| ---------------- | ---------------- | ---------------- |
| م                | عداء             | مرتبة            |
| 61               | دانيال مكلاي     | 12               |
| 62               | Louis Barré ‏     | لم يكمل السباق   |
| 63               | هوغو هوفستيتر    | لم يكمل السباق   |
| 64               | أنتوني ديلابلاسي | 25               |
| 65               | دايفيد ديكر      | لم يكمل السباق   |
| 66               | Łukasz Owsian ‏   | لم يكمل السباق   |
| 67               | Andrii Ponomar ‏  | 60               |

| Trek-Segafredo TFS | Trek-Segafredo TFS    | Trek-Segafredo TFS |
| ------------------ | --------------------- | ------------------ |
| م                  | عداء                  | مرتبة              |
| 71                 | Marc Brustenga ‏       | 87                 |
| 72                 | إدوارد ثيونس          | لم يكمل السباق     |
| 73                 | Emīls Liepiņš ‏ (طريق) | 75                 |
| 74                 | Thibau Nys ‏           | لم يكمل السباق     |
| 75                 | Mathias Vacek ‏        | 57                 |

| UAE Team Emirates UAD | UAE Team Emirates UAD | UAE Team Emirates UAD |
| --------------------- | --------------------- | --------------------- |
| م                     | عداء                  | مرتبة                 |
| 81                    | Sjoerd Bax ‏           | لم يكمل السباق        |
| 82                    | ميكيل بيرج            | 5                     |
| 83                    | فيليكس جروس           | لم يكمل السباق        |
| 84                    | خوان سباستيان مولانو  | 1                     |
| 85                    | باسكال أكرمان         | لم يكمل السباق        |
| 86                    | ريان جيبونز           | 35                    |
| 87                    | مايكل فينك ‏           | 85                    |

| بنجوال باوليز ساوكس دبليو بي ‏ BWB | بنجوال باوليز ساوكس دبليو بي ‏ BWB | بنجوال باوليز ساوكس دبليو بي ‏ BWB |
| --------------------------------- | --------------------------------- | --------------------------------- |
| م                                 | عداء                              | مرتبة                             |
| 91                                | Dorian De Maeght ‏                 | لم يبدأ                           |
| 92                                | Luca De Meester ‏                  | 38                                |
| 93                                | Cériel Desal ‏                     | 84                                |
| 94                                | Karl Patrick Lauk ‏                | 74                                |
| 95                                | Ludovic Robeet ‏                   | لم يكمل السباق                    |
| 96                                | Guillaume Van Keirsbulck ‏         | 18                                |
| 97                                | Nathan Vandepitte ‏                | 31                                |

| Human Powered Health HPM | Human Powered Health HPM  | Human Powered Health HPM |
| ------------------------ | ------------------------- | ------------------------ |
| م                        | عداء                      | مرتبة                    |
| 101                      | Stanisław Aniołkowski ‏    | 83                       |
| 102                      | آلان باناسيك              | 23                       |
| 103                      | Charles-Étienne Chrétien ‏ | 69                       |
| 104                      | تشاد هاغا                 | لم يبدأ                  |
| 105                      | كولن جويس                 | 55                       |
| 106                      | Barnabás Peák ‏            | لم يكمل السباق           |
| 107                      | بنجامين بيري              | 51                       |

| Lotto Dstny LTD | Lotto Dstny LTD        | Lotto Dstny LTD |
| --------------- | ---------------------- | --------------- |
| م               | عداء                   | مرتبة           |
| 111             | سيباستيان غرينيار ‏     | 49              |
| 112             | Branko Huys‏            | 73              |
| 113             | Lorenz Van de Wynkele ‏ | لم يكمل السباق  |
| 114             | Milan Menten ‏          | 7               |
| 115             | ميكل شوارزمان          | 39              |
| 116             | روديجر سليج            | 13              |
| 117             | Liam Slock ‏            | 28              |

| Q36.5 Pro Cycling Team ‏ Q36 | Q36.5 Pro Cycling Team ‏ Q36 | Q36.5 Pro Cycling Team ‏ Q36 |
| --------------------------- | --------------------------- | --------------------------- |
| م                           | عداء                        | مرتبة                       |
| 121                         | Fabio Christen ‏             | 72                          |
| 122                         | فيليبو كولومبو              | 17                          |
| 123                         | Tom Devriendt ‏              | لم يكمل السباق              |
| 124                         | Kamil Małecki ‏              | لم يكمل السباق              |
| 125                         | Nicolò Parisini ‏            | لم يكمل السباق              |
| 126                         | Szymon Sajnok ‏              | لم يكمل السباق              |
| 127                         | Nickolas Zukowsky ‏          | 30                          |

| Team Solution Tech–Vini Fantini ‏ COR | Team Solution Tech–Vini Fantini ‏ COR | Team Solution Tech–Vini Fantini ‏ COR |
| ------------------------------------ | ------------------------------------ | ------------------------------------ |
| م                                    | عداء                                 | مرتبة                                |
| 131                                  | Antonio Barać ‏                       | لم يكمل السباق                       |
| 132                                  | Nicolas Dalla Valle ‏                 | 64                                   |
| 133                                  | Giulio Masotto ‏                      | لم يكمل السباق                       |
| 134                                  | Charlie Quarterman ‏                  | لم يكمل السباق                       |
| 135                                  | Lorenzo Quartucci ‏                   | لم يكمل السباق                       |
| 136                                  | Etienne van Empel ‏                   | لم يكمل السباق                       |
| 137                                  | Samuele Zambelli ‏                    | 70                                   |

| سبورت فلاندرين بالويس ‏ TFB | سبورت فلاندرين بالويس ‏ TFB | سبورت فلاندرين بالويس ‏ TFB |
| -------------------------- | -------------------------- | -------------------------- |
| م                          | عداء                       | مرتبة                      |
| 141                        | Jules Hesters ‏             | لم يكمل السباق             |
| 142                        | Sander De Pestel ‏          | 48                         |
| 143                        | غيليس دي وايلد ‏            | 21                         |
| 144                        | Milan Fretin ‏              | 37                         |
| 145                        | Tuur Dens ‏                 | 71                         |
| 146                        | Ward Vanhoof ‏              | 41                         |
| 147                        | Aaron Verwilst ‏            | لم يكمل السباق             |

| TotalEnergies TEN | TotalEnergies TEN   | TotalEnergies TEN |
| ----------------- | ------------------- | ----------------- |
| م                 | عداء                | مرتبة             |
| 151               | إيدفالد بواسون هاغن | 4                 |
| 152               | توماس بونيت         | 61                |
| 154               | Emilien Jeannière ‏  | لم يكمل السباق    |
| 155               | لورينزو مانزين      | لم يكمل السباق    |
| 156               | دريس فان جيستل      | لم يكمل السباق    |
| 157               | Mattéo Vercher ‏     | 86                |

| CIC U Nantes Atlantique ‏ UCN | CIC U Nantes Atlantique ‏ UCN | CIC U Nantes Atlantique ‏ UCN |
| ---------------------------- | ---------------------------- | ---------------------------- |
| م                            | عداء                         | مرتبة                        |
| 161                          | بيير باربييه                 | 79                           |
| 162                          | Enzo Boulet ‏                 | لم يكمل السباق               |
| 163                          | Léo Danès ‏                   | 50                           |
| 164                          | Maël Guégan ‏                 | 16                           |
| 165                          | Rasmus Søjberg Pedersen ‏     | لم يكمل السباق               |
| 166                          | Nolann Mahoudo ‏              | 36                           |
| 167                          | ايمانويل مورين               | 19                           |

| Van Rysel–Roubaix ‏ GRL | Van Rysel–Roubaix ‏ GRL | Van Rysel–Roubaix ‏ GRL |
| ---------------------- | ---------------------- | ---------------------- |
| م                      | عداء                   | مرتبة                  |
| 171                    | صموئيل لورو ‏           | 77                     |
| 172                    | Rait Ärm ‏              | 29                     |
| 173                    | Célestin Guillon ‏      | لم يكمل السباق         |
| 174                    | Maxime Jarnet ‏         | 11                     |
| 175                    | Tom Mainguenaud ‏       | 76                     |
| 176                    | Jérémy Leveau ‏         | 42                     |
| 177                    | Norman Vahtra ‏         | 22                     |

| إتش بي بي تي بي – أوبير 93 ‏ AUB | إتش بي بي تي بي – أوبير 93 ‏ AUB | إتش بي بي تي بي – أوبير 93 ‏ AUB |
| ------------------------------- | ------------------------------- | ------------------------------- |
| م                               | عداء                            | مرتبة                           |
| 181                             | رودي باربير                     | 63                              |
| 182                             | Romain Cardis ‏                  | 82                              |
| 183                             | Nicolas Debeaumarché ‏           | لم يكمل السباق                  |
| 184                             | Théo Delacroix ‏                 | 24                              |
| 185                             | Thomas Gachignard ‏              | 9                               |
| 186                             | Joris Delbove ‏                  | 52                              |
| 187                             | Florian Rapiteau ‏               | لم يكمل السباق                  |

| Cofidis COF | Cofidis COF               | Cofidis COF    |
| ----------- | ------------------------- | -------------- |
| م           | عداء                      | مرتبة          |
| 1           | ماكس والشيد               | 40             |
| 2           | بيت اليجارت               | لم يكمل السباق |
| 3           | André Carvalho (cyclist) ‏ | 81             |
| 4           | Eddy Finé ‏                | لم يكمل السباق |
| 5           | Wesley Kreder ‏            | 15             |
| 6           | Christophe Noppe ‏         | لم يكمل السباق |
| 7           | Jelle Wallays ‏            | 44             |

| AG2R Citroën Team ACT | AG2R Citroën Team ACT | AG2R Citroën Team ACT |
| --------------------- | --------------------- | --------------------- |
| م                     | عداء                  | مرتبة                 |
| 11                    | Stan Dewulf ‏          | 53                    |
| 12                    | Pierre Gautherat ‏     | 26                    |
| 13                    | Paul Lapeira ‏         | 10                    |
| 14                    | Valentin Retailleau ‏  | لم يكمل السباق        |
| 15                    | دامين توزي            | 78                    |
| 16                    | Bastien Tronchon ‏     | 54                    |
| 17                    | كليمان فنتوريني       | لم يكمل السباق        |

| Alpecin-Deceuninck ADC | Alpecin-Deceuninck ADC | Alpecin-Deceuninck ADC |
| ---------------------- | ---------------------- | ---------------------- |
| م                      | عداء                   | مرتبة                  |
| 21                     | Axel Laurance ‏         | 66                     |
| 22                     | رامون سينكلدام         | 58                     |
| 23                     | يجف دي بوندت           | 45                     |
| 24                     | توبياس باير            | لم يكمل السباق         |
| 25                     | Maurice Ballerstedt ‏   | 68                     |
| 26                     | Timo Kielich ‏          | 3                      |
| 27                     | Lionel Taminiaux ‏      | 47                     |

| Groupama-FDJ GFC | Groupama-FDJ GFC         | Groupama-FDJ GFC |
| ---------------- | ------------------------ | ---------------- |
| م                | عداء                     | مرتبة            |
| 31               | Lewis Askey ‏             | 14               |
| 32               | Clément Davy ‏            | لم يكمل السباق   |
| 33               | Enzo Paleni ‏             | لم يكمل السباق   |
| 34               | Paul Penhoët ‏            | 80               |
| 35               | Laurence Pithie ‏         | 65               |
| 36               | Samuel Watson (cyclist) ‏ | 6                |
| 37               | Bram Welten ‏             | لم يكمل السباق   |

| Intermarché-Circus-Wanty ICW | Intermarché-Circus-Wanty ICW | Intermarché-Circus-Wanty ICW |
| ---------------------------- | ---------------------------- | ---------------------------- |
| م                            | عداء                         | مرتبة                        |
| 41                           | آرنه ماريت ‏                  | 62                           |
| 42                           | هوغو بيج ‏                    | 34                           |
| 43                           | Tom Paquot ‏                  | 27                           |
| 44                           | Axel Huens ‏                  | 56                           |
| 45                           | Laurenz Rex ‏                 | 46                           |
| 46                           | Taco van der Hoorn ‏          | 8                            |
| 47                           | Roel van Sintmaartensdijk ‏   | 33                           |

| Jumbo-Visma TJV | Jumbo-Visma TJV   | Jumbo-Visma TJV |
| --------------- | ----------------- | --------------- |
| م               | عداء              | مرتبة           |
| 52              | Tim van Dijke ‏    | 2               |
| 53              | Loe van Belle ‏    | 20              |
| 54              | Olav Kooij ‏       | 59              |
| 55              | تيمو روزن         | 43              |
| 56              | توش فان دير ساندي | 32              |
| 57              | Lars Boven ‏       | 67              |

| Arkéa-Samsic ARK | Arkéa-Samsic ARK | Arkéa-Samsic ARK |
| ---------------- | ---------------- | ---------------- |
| م                | عداء             | مرتبة            |
| 61               | دانيال مكلاي     | 12               |
| 62               | Louis Barré ‏     | لم يكمل السباق   |
| 63               | هوغو هوفستيتر    | لم يكمل السباق   |
| 64               | أنتوني ديلابلاسي | 25               |
| 65               | دايفيد ديكر      | لم يكمل السباق   |
| 66               | Łukasz Owsian ‏   | لم يكمل السباق   |
| 67               | Andrii Ponomar ‏  | 60               |

| Trek-Segafredo TFS | Trek-Segafredo TFS    | Trek-Segafredo TFS |
| ------------------ | --------------------- | ------------------ |
| م                  | عداء                  | مرتبة              |
| 71                 | Marc Brustenga ‏       | 87                 |
| 72                 | إدوارد ثيونس          | لم يكمل السباق     |
| 73                 | Emīls Liepiņš ‏ (طريق) | 75                 |
| 74                 | Thibau Nys ‏           | لم يكمل السباق     |
| 75                 | Mathias Vacek ‏        | 57                 |

| UAE Team Emirates UAD | UAE Team Emirates UAD | UAE Team Emirates UAD |
| --------------------- | --------------------- | --------------------- |
| م                     | عداء                  | مرتبة                 |
| 81                    | Sjoerd Bax ‏           | لم يكمل السباق        |
| 82                    | ميكيل بيرج            | 5                     |
| 83                    | فيليكس جروس           | لم يكمل السباق        |
| 84                    | خوان سباستيان مولانو  | 1                     |
| 85                    | باسكال أكرمان         | لم يكمل السباق        |
| 86                    | ريان جيبونز           | 35                    |
| 87                    | مايكل فينك ‏           | 85                    |

| بنجوال باوليز ساوكس دبليو بي ‏ BWB | بنجوال باوليز ساوكس دبليو بي ‏ BWB | بنجوال باوليز ساوكس دبليو بي ‏ BWB |
| --------------------------------- | --------------------------------- | --------------------------------- |
| م                                 | عداء                              | مرتبة                             |
| 91                                | Dorian De Maeght ‏                 | لم يبدأ                           |
| 92                                | Luca De Meester ‏                  | 38                                |
| 93                                | Cériel Desal ‏                     | 84                                |
| 94                                | Karl Patrick Lauk ‏                | 74                                |
| 95                                | Ludovic Robeet ‏                   | لم يكمل السباق                    |
| 96                                | Guillaume Van Keirsbulck ‏         | 18                                |
| 97                                | Nathan Vandepitte ‏                | 31                                |

| Human Powered Health HPM | Human Powered Health HPM  | Human Powered Health HPM |
| ------------------------ | ------------------------- | ------------------------ |
| م                        | عداء                      | مرتبة                    |
| 101                      | Stanisław Aniołkowski ‏    | 83                       |
| 102                      | آلان باناسيك              | 23                       |
| 103                      | Charles-Étienne Chrétien ‏ | 69                       |
| 104                      | تشاد هاغا                 | لم يبدأ                  |
| 105                      | كولن جويس                 | 55                       |
| 106                      | Barnabás Peák ‏            | لم يكمل السباق           |
| 107                      | بنجامين بيري              | 51                       |

| Lotto Dstny LTD | Lotto Dstny LTD        | Lotto Dstny LTD |
| --------------- | ---------------------- | --------------- |
| م               | عداء                   | مرتبة           |
| 111             | سيباستيان غرينيار ‏     | 49              |
| 112             | Branko Huys‏            | 73              |
| 113             | Lorenz Van de Wynkele ‏ | لم يكمل السباق  |
| 114             | Milan Menten ‏          | 7               |
| 115             | ميكل شوارزمان          | 39              |
| 116             | روديجر سليج            | 13              |
| 117             | Liam Slock ‏            | 28              |

| Q36.5 Pro Cycling Team ‏ Q36 | Q36.5 Pro Cycling Team ‏ Q36 | Q36.5 Pro Cycling Team ‏ Q36 |
| --------------------------- | --------------------------- | --------------------------- |
| م                           | عداء                        | مرتبة                       |
| 121                         | Fabio Christen ‏             | 72                          |
| 122                         | فيليبو كولومبو              | 17                          |
| 123                         | Tom Devriendt ‏              | لم يكمل السباق              |
| 124                         | Kamil Małecki ‏              | لم يكمل السباق              |
| 125                         | Nicolò Parisini ‏            | لم يكمل السباق              |
| 126                         | Szymon Sajnok ‏              | لم يكمل السباق              |
| 127                         | Nickolas Zukowsky ‏          | 30                          |

| Team Solution Tech–Vini Fantini ‏ COR | Team Solution Tech–Vini Fantini ‏ COR | Team Solution Tech–Vini Fantini ‏ COR |
| ------------------------------------ | ------------------------------------ | ------------------------------------ |
| م                                    | عداء                                 | مرتبة                                |
| 131                                  | Antonio Barać ‏                       | لم يكمل السباق                       |
| 132                                  | Nicolas Dalla Valle ‏                 | 64                                   |
| 133                                  | Giulio Masotto ‏                      | لم يكمل السباق                       |
| 134                                  | Charlie Quarterman ‏                  | لم يكمل السباق                       |
| 135                                  | Lorenzo Quartucci ‏                   | لم يكمل السباق                       |
| 136                                  | Etienne van Empel ‏                   | لم يكمل السباق                       |
| 137                                  | Samuele Zambelli ‏                    | 70                                   |

| سبورت فلاندرين بالويس ‏ TFB | سبورت فلاندرين بالويس ‏ TFB | سبورت فلاندرين بالويس ‏ TFB |
| -------------------------- | -------------------------- | -------------------------- |
| م                          | عداء                       | مرتبة                      |
| 141                        | Jules Hesters ‏             | لم يكمل السباق             |
| 142                        | Sander De Pestel ‏          | 48                         |
| 143                        | غيليس دي وايلد ‏            | 21                         |
| 144                        | Milan Fretin ‏              | 37                         |
| 145                        | Tuur Dens ‏                 | 71                         |
| 146                        | Ward Vanhoof ‏              | 41                         |
| 147                        | Aaron Verwilst ‏            | لم يكمل السباق             |

| TotalEnergies TEN | TotalEnergies TEN   | TotalEnergies TEN |
| ----------------- | ------------------- | ----------------- |
| م                 | عداء                | مرتبة             |
| 151               | إيدفالد بواسون هاغن | 4                 |
| 152               | توماس بونيت         | 61                |
| 154               | Emilien Jeannière ‏  | لم يكمل السباق    |
| 155               | لورينزو مانزين      | لم يكمل السباق    |
| 156               | دريس فان جيستل      | لم يكمل السباق    |
| 157               | Mattéo Vercher ‏     | 86                |

| CIC U Nantes Atlantique ‏ UCN | CIC U Nantes Atlantique ‏ UCN | CIC U Nantes Atlantique ‏ UCN |
| ---------------------------- | ---------------------------- | ---------------------------- |
| م                            | عداء                         | مرتبة                        |
| 161                          | بيير باربييه                 | 79                           |
| 162                          | Enzo Boulet ‏                 | لم يكمل السباق               |
| 163                          | Léo Danès ‏                   | 50                           |
| 164                          | Maël Guégan ‏                 | 16                           |
| 165                          | Rasmus Søjberg Pedersen ‏     | لم يكمل السباق               |
| 166                          | Nolann Mahoudo ‏              | 36                           |
| 167                          | ايمانويل مورين               | 19                           |

| Van Rysel–Roubaix ‏ GRL | Van Rysel–Roubaix ‏ GRL | Van Rysel–Roubaix ‏ GRL |
| ---------------------- | ---------------------- | ---------------------- |
| م                      | عداء                   | مرتبة                  |
| 171                    | صموئيل لورو ‏           | 77                     |
| 172                    | Rait Ärm ‏              | 29                     |
| 173                    | Célestin Guillon ‏      | لم يكمل السباق         |
| 174                    | Maxime Jarnet ‏         | 11                     |
| 175                    | Tom Mainguenaud ‏       | 76                     |
| 176                    | Jérémy Leveau ‏         | 42                     |
| 177                    | Norman Vahtra ‏         | 22                     |

| إتش بي بي تي بي – أوبير 93 ‏ AUB | إتش بي بي تي بي – أوبير 93 ‏ AUB | إتش بي بي تي بي – أوبير 93 ‏ AUB |
| ------------------------------- | ------------------------------- | ------------------------------- |
| م                               | عداء                            | مرتبة                           |
| 181                             | رودي باربير                     | 63                              |
| 182                             | Romain Cardis ‏                  | 82                              |
| 183                             | Nicolas Debeaumarché ‏           | لم يكمل السباق                  |
| 184                             | Théo Delacroix ‏                 | 24                              |
| 185                             | Thomas Gachignard ‏              | 9                               |
| 186                             | Joris Delbove ‏                  | 52                              |
| 187                             | Florian Rapiteau ‏               | لم يكمل السباق                  |

## التصنيف العام النهائي
| التصنيف العام         | التصنيف العام            | التصنيف العام               | التصنيف العام | التصنيف العام |
| العداء                | العداء                   | الفريق                      | الوقت         |               |
| --------------------- | ------------------------ | --------------------------- | ------------- | ------------- |
| 1                     | خوان سباستيان مولانو     | فريق الإمارات               | 4 س 37 د 54 ث |               |
| 2                     | Tim van Dijke ‏           | جومبو-فيسما                 | + 0 ث         |               |
| 3                     | Timo Kielich ‏            | Alpecin-Deceuninck          | + 0 ث         |               |
| 4                     | إيدفالد بواسون هاغن      | TotalEnergies               | + 0 ث         |               |
| 5                     | ميكيل بيرج               | فريق الإمارات               | + 5 ث         |               |
| 6                     | Samuel Watson (cyclist) ‏ | Groupama-FDJ                | + 9 ث         |               |
| 7                     | Milan Menten ‏            | Lotto Dstny                 | + 12 ث        |               |
| 8                     | Taco van der Hoorn ‏      | Intermarché-Circus-Wanty    | + 14 ث        |               |
| 9                     | Thomas Gachignard ‏       | إتش بي بي تي بي – أوبير 93 ‏ | + 17 ث        |               |
| 10                    | Paul Lapeira ‏            | AG2R Citroën Team           | + 17 ث        |               |
|                       |                          |                             |               |               |
| مصدر: ProCyclingStats |                          |                             |               |               |

## وصلات خارجية
- الموقع الرسمي
- لمحة عن سباق جائزة دينين الكبرى 2023 على موقع  ProCyclingStats   (برو  سايكلنج  ستاتس) - إحصاءات  محترفي  الدراجات.
- جائزة دينين الكبرى 2023 على موقع إحصائيات الدراجات الإحترافية (الإنجليزية)